# Plectocarpon
Plectocarpon Fée (plektokarpon) – rodzaj grzybów z rodziny Lecanographaceae.

## Systematyka i nazewnictwo
Pozycja w klasyfikacji według Index Fungorum: Lecanographaceae, Arthoniales, Arthoniomycetidae, Arthoniomycetes, Pezizomycotina, Ascomycota, Fungi.
Synonimy nazwy naukowej: Delisea Fée, Epiphora Nyl., Lichenomyces Trevis.
Nazwa polska według W. Fałtynowicza.

## Niektóre gatunki
- Plectocarpon gallowayi (S.Y. Kondr.) Ertz & Diederich 2005
- Plectocarpon lichenum (Sommerf.) D. Hawksw. 1984 – plektokarpon naporostowy
- Plectocarpon scrobiculatae Diederich & Etayo 1994

Nazwy naukowe na podstawie Index Fungorum. Uwzględniono tylko taksony zweryfikowane. Nazwa polska według W. Fałtynowicza.